# Loboparadisea
Loboparadisea is een geslacht van zangvogels uit de familie Cnemophilidae (satijnvogels).

## Soorten
Het geslacht kent de volgende soorten:
- Loboparadisea sericea – Lelsatijnvogel